# Ricardo de Albuquerque
Ricardo de Albuquerque és un barri de classe mitjana i classe mitjana-baixa de la Zona Nord del municipi de Rio de Janeiro. El seu IDH, l'any 2000, era de 0,807, el 84 millor del municipi de Rio.

## Història
Les seves terres pertanyien a l'engenho N. Sra. De Nazaré, dels hereus del capità Bento de Oliveira Braga.
Del costat est de la línia de tren Dom Pedro II (després Central del Brasil), una part de l'engenho de Nazaré quedaria amb el pagès Luiz Costa, urnanitzador de la regió. Allà, la “Lar Brasilera” fundaria, el 1935, la urbanització “Vila N. Sra. de Pompéia” - aprovat en la gestió de l'alcalde Pedro Ernesto -, on diversos carrers van ser oberts i reconeguts posteriorment, en terrenys de la Cia Suburbana de Terrenys i Construccions S.A. L'Església Nossa Senhora de Pompéia, construïda en la regió, tindria com a seu primer vicari el pare Aldolino Gesser.
Té una estació ferroviària inaugurada l'1 de juliol de 1913 en homenatge al poeta i director del ferrocarril Coronel José Ricardo de Albuquerque, queda a 24,45 km de l'Estació Central del Brasil. En la dècada de 1950 sortia d'aquesta estació un ramal d'ús militar que seguia cap a la base militar en el camp de Gericinó i seguint el seu recorregut la carretera de l'Engenho Novo i dividia un morro en dos, fent enmig un tall anomenat “Rasgão”, actualment desaparegut.
En l'avinguda Marechal Alencastro queda el cementiri de Ricardo de Albuquerque, que fa límit amb l'extensa àrea militar del camp de Gericinó. A l'est de la via del tren, a l'inici del segle xx, les terres pertanyien a Dona Joana Fontoura, que venia parcel·les pròximes a la carretera del Camboatá. El coronel Carneiro de la Fontoura compraria una parcel·la per a la seva granja, al costat de la carretera Dona Joana (actual carrer Fernando Lobo) i carretera d'Alcobaça (actual carrer Alcobaça), en aquells camps i pujols, actualment ocupats per construccions proletàries i comunitats de rendes baixes.
El barri limita amb Realengo a l'oest; Anchieta i Parque Anchieta al nord; Guadalupe a l'est i Deodoro i Vila Militar al sud.
Antigament existien hisendes en aquesta localitat, la major part d'elles conegudes amb el nom de "Sapopemba". El tren en aquella època ja circulava i feia parades en aquesta regió. A causa d'aquesta hisenda, el nom de l'estació - i del barri per extensió - era Parada Sapopemba.

## Cultura
El grup de pagode de viola Pique Novo va tenir el bressol en aquest barri, començant en aquest lloc a finals de 1989. El barri té dues escoles de samba: Arame de Ricardo i Império Ricardense.

## Dades
El barri de Ricardo de Albuquerque forma part de la regió administrativa de Anchieta. Els barris integrants de la regió administrativa són: Anchieta, Guadalupe, Parque Anchieta i Ricardo de Albuquerque.